# 新珍妮林德 (阿肯色州)
新珍妮林德（英語：New Jenny Lind）是位於美國阿肯色州錫巴斯琴縣的一個非建制地區。該地的面積和人口皆未知。

## 地理
新珍妮林德的座標為35°15′03″N 94°19′03″W / 35.25083°N 94.31750°W，而該地的平均海拔高度為140米（即460英尺）。